# Behrang Safari
Behrang Safari est un footballeur suédois né le 9 février 1985 à Téhéran (Iran). Il évolue au poste de défenseur dans le club de Malmö FF.

## Biographie
Il est arrivé en Suède avec sa famille depuis l'Iran alors qu'il avait 2 ans. Il a habité dans la petite ville de Höganäs puis sa famille a déménagé à Lund à ses 5 ans. Il a commencé le football 2 ans plus tard dans cette ville au Lunds SK.
Il a fait ses débuts professionnels en juillet 2004 avec Malmö FF. Après 48 matchs (2 buts) avec l'équipe en 4 saisons, il est recruté par le FC Bâle, champion de Suisse en titre.
Le 30 mai 2011, il signe un contrat de 3 ans avec le RSC Anderlecht.
Il fait partie de la sélection de la Suède lors du Championnat d'Europe 2012 qui se déroule en Pologne et Ukraine.

## Carrière
- 1992-2001 : Lunds SK ( Suède)
- 2001-2008 : Malmö FF ( Suède)
- 2008-2011 : FC Bâle ( Suisse)
- 2011-2013 : RSC Anderlecht ( Belgique)
- 2013-2016 : FC Bâle ( Suisse)[2],[3]
- depuis 2016 :  Malmö FF

## Sélections
- 31 sélections et 0 but avec la  Suède depuis 2008.

## Palmarès
Malmö FF
- Champion de Suède (4) : 2004, 2016, 2017 et 2020

 FC Bâle
- Champion de Suisse (5) : 2010, 2011, 2014, 2015 et 2016
- Vainqueur de la Coupe de Suisse (1) : 2010
- Finaliste de la Coupe de Suisse : 2014

 RSC Anderlecht
- Champion de Belgique (2) : 2012 et 2013
- Supercoupe de Belgique (1) : 2012